# Thom Fitzgerald
Thomas "Thom" Fitzgerald (New Rochelle, New York, 1968. július 8.–) díjnyertes kanadai-amerikai filmes és színházi rendező, forgatókönyvíró, drámaíró és producer.

## Élete
Fitzgerald a New York állambeli New Rochelle-ben született.  A szülei ötéves korában elváltak, anyjával és Timothy nevű testvérével a New Jersey állambeli Bergenfield-be költöztek, ahol a Bergenfieldi Gimnáziumban értettségizett. A manhattani Cooper Union egyetemen tanult. amikor cserediákként egy fél évet a Nova Scotia College of Art and Designban tanult, majd tanulmányai végeztével végleg Halifaxbe költözött.
Azóta is Új-Skóciában lakik. Magát mint „küzdő katolikus” írja le.

## Filmjei
| Év   | Cím!                              |
| ---- | --------------------------------- |
| 1997 | Függőkert                         |
| 1999 | Beefcake                          |
| 2001 | Wolf Girl                         |
| 2002 | The Wild Dogs                     |
| 2003 | The Event                         |
| 2004 | The Young Astronomer              |
| 2005 | Három tű                          |
| 2010 | The Gospel According to the Blues |
| 2011 | Felhőszakadás                     |
| 2013 | Forgive Me                        |
| 2013 | Sex & Violence                    |